# Cinkov fosfid
Cinkov fosfid je anorganska spojina s kemijsko formulo Zn3P2. Kovinski fosfidi se uporabljajo za uničevanje glodalcev. V stiku s kislino iz prebavnega trakta glodalcev se tvori strupen plin fosfin. V vabe se ga dodaja v manjših količinah, od 0,75% do 1%. Vabe imajo močan oster vonj po česnu, ki privlači glodalce in ima hkrati odbijajoč učinek na ostale živali, kot so ptiči. Vabe morajo vsebovati dovoljšno količino zinkovega fosfida, da ob enkratni dozi učinkujejo smrtonosno. V nasprotnem primeru lahko sprožijo odpor glodalca in strup ni več učinkovit.

## Toksični učinki
Cinkov fosfid pri zaužitju reagira z vodo in kislino v želodcu, kjer se ustvari strupen plin imenovan fosfin. Ta lahko vstopi v krvni obtok in negativno vpliva na pljuča, jetra, srce in osrednji živčni sistem. Ob zaužitju cinkovega fosfida pride do slabosti, bolečin v trebuhu, tiščanja v prsih, razdražljivosti in mrzlice. Drugi simptomi vključujejo bruhanje, drisko, hropenje, nemir in vročino. Obstajajo dokumentirani primeri smrti. V primeru zaužitja cinkovega fosfida ne poznamo specifičnega protistrupa. Glede na izkušnje pomaga oralno jemanje natrijevega karbonata, za nevtralizacijo želodčne kisline. Uspešno je tudi praznenje črevesja in želodca, dajanje kisika in jemanje srčnih in ožilnih poživil. 

## Ravnanje z nevarno snovjo
Ob pravilnem ravnanju s snovjo in upoštevanju postopkov pri njegovi uporabi, ni nevarnosti za človeka. Vabe za škodljivce morajo biti postavljene pravilno, tako da druga živa bitja ne morejo do strupa. Vabe ostanejo strupene do nekaj mesecev.         

## Reakcije
Cinkov fosfid lahko pripravimo z rekacijo med cinkom in fosforjem:
3Zn + 2P → Zn3P2
Reakcija, ki poteka v prebavilih glodalca med cinkovim fosfidom in klorovodikovo kislino
Zn3P2 + 6 HCl → 2 PH3 + 3 ZnCl2